# Арифметика вбивства
«Арифметика вбивства» — радянський художній фільм-детектив режисера Дмитра Свєтозарова, знятий в 1991 році за повістю Михайла Попова.

## Сюжет
В обшарпаній пітерській комуналці, що кишить пацюками, скоєно злочин — вбито Матвія Івановича Брюханова, дебошира, п'яницю і розпусника. Справу доручають слідчому Петру Прокоповичу Конєву. При розслідуванні він знайомиться з аборигеном квартири — інвалідом Іллею Муромцевим. Іллюша може пересуватися тільки в інвалідному візку, проте має високий інтелект і дуже спостережливий. Він розкриває слідчому таємниці мешканців комуналки, в результаті з'ясовується, що практично у всіх був привід вбити Брюханова.
У певний момент Ілля навіть перехоплює ініціативу у слідчого і, наслідуючи Гамлету, сам організовує імітацію подій фатальної ночі. Крім людської вистави, інвалід розігрує дійство і в зробленому ним з паперу ляльковому театрі. Запропонована ним версія худо-бідно годиться для начальства Конєва, хоча і не пояснює те, що сталося.

## У ролях
- Сергій Бехтерєв —  Ілля Ілліч Муромцев
- Зінаїда Шарко —  Варвара Петрівна, тітка Іллі
- Юрій Кузнецов —  Петро Прокопович Конєв, слідчий
- Лев Борисов —  Платон Сергійович Бризгалін, письменник, що опустився
- Ольга Самошина —  Марина Климова, лімітниця
- Володимир Кашпур —  Равіль, сексот
- В'ячеслав Яковлєв —  Владислав Ігорович Тетерєв, професорський синок, наречений Марини
- Микола Кузьмін —  Матвій Іванович Брюханов

## Знімальна група
- Режисер — Дмитро Свєтозаров
- Сценаристи — Михайло Попов, Дмитро Свєтозаров
- Оператор — Сергій Астахов
- Композитори — Андрій Макаревич, Олександр Кутіков, Олександр Зайцев
- Художник — Олена Жукова
- Продюсери — Ада Стависька, Юрій Сєров